# Patagonium loudonia
Patagonium loudonia là một loài thực vật có hoa trong họ Đậu. Loài này được (Hook. & Arn.) Reiche mô tả khoa học đầu tiên năm 1897.